# Spessart bei Bad Orb
Spessart bei Bad Orb este o arie protejată (arie de protecție specială avifaunistică — SPA) din Germania întinsă pe o suprafață de 8.496,08 ha, integral pe uscat.

## Localizare
Centrul sitului Spessart bei Bad Orb este situat la coordonatele 50°13′38″N 9°24′49″E / 50.2272°N 9.4136°E.

## Înființare
Situl Spessart bei Bad Orb a fost declarat arie de protecție specială avifaunistică în noiembrie 2004 pentru a proteja 17 specii de animale.

## Biodiversitate
Situată în ecoregiunea continentală, aria protejată nu include niciun habitat protejat.
La baza desemnării sitului se află mai multe specii protejate de  păsări (17): minunița (Aegolius funereus), pescăruș albastru (Alcedo atthis), barză neagră (Ciconia nigra), porumbel de scorbură (Columba oenas), ciocănitoarea de stejar (Dendrocopos medius), ciocănitoare pestriță mică (Dendrocopos minor), ciocănitoare neagră (Dryocopus martius), șoimul rândunelelor (Falco subbuteo), becațină comună (Gallinago gallinago), ciuvică (Glaucidium passerinum), capîntortură (Jynx torquilla), sfrâncioc roșiatic (Lanius collurio), gaia roșie (Milvus milvus), viespar (Pernis apivorus), codroșul de pădure (Phoenicurus phoenicurus), pitulice sfârâitoare (Phylloscopus sibilatrix), ciocănitoare verzuie (Picus canus).
Pe lângă speciile protejate, pe teritoriul sitului au mai fost identificate 1 specie de păsări.